# Wallfahrtskirche Heilbrünnl

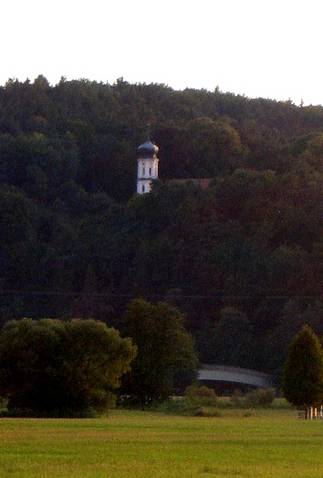
Wallfahrtskirche Heilbrünnl über dem Fluss Regen

Die Wallfahrtskirche Heilbrünnl Unsere Liebe Frau und hl. Maria Magdalena ist eine römisch-katholische Wallfahrtskirche im Gemeindeteil Heilbrünnl in der Stadtgemeinde Roding im Landkreis Cham in der Oberpfalz in Bayern. Die Filialkirche der Stadtpfarrkirche St. Pankratius steht unter Denkmalschutz.

## Geschichte
Der Legende nach hat die Wallfahrt ihren Ursprung in der Auffindung eines Marienbildes in einer Quelle. Der Hirte, der es fand, konnte es nicht fassen, da es sich seinem Griff entzog und tiefer sank. Aus dem Wasser geborgen werden konnte das Bild schließlich durch den Pfarrer von Roding, der am folgenden Tag zu einer Prozession an die Quelle aufgerufen hatte und der es dann dort in einem Schrein aufstellen ließ.
Als Vorgängerin der heutigen Kirche stand seit 1668 eine Kapelle am Ort einer als wunderwirkend bekannten Quelle. Da die dorthin führende Wallfahrt sehr beliebt war, wurde die Kapelle bereits 16 Jahre später erweitert. An die Stelle der Kapelle trat 1730 der heutige Kirchenbau. Bis in das 19. Jahrhundert wurde jährlich bei der Wallfahrtskirche ein Leonhardiritt gehalten.
Patronin der Kirche ist Unsere Liebe Frau und weiters die heilige Maria Magdalena. Ziel von Pilgern ist Wallfahrtskirche mit dem Gnadenbild der Muttergottes das ganze Jahr über. An sogenannten Frauentagen – den Marienfesten, besonders Mariä Heimsuchung, Mariä Himmelfahrt und Mariä Geburt, und dem Tag des Patroziniums, Maria Magdalena (22. Juli) – und den ihnen folgenden Sonntagen findet die Wallfahrt besonderen Zuspruch.

## Architektur
Die Wallfahrtskirche Heilbrünnl steht westlich des Stadtgebietes von Roding auf einer Anhöhe über dem Fluss Regen. Die Kirche ist ein spätbarocker Saalbau mit Walmdach und schlichter, schmuckloser Fassade. Der Chor ist leicht eingezogen und trägt ein achteckiges, durch Pilaster profiliertes Türmchen mit Zwiebelhaube. Neben dem Kircheneingang wurde 1749 eine zweigeschossige Klause mit Walmdach angebaut. Der Kirchenbau ist in Nord-Süd-Richtung ausgerichtet, mit dem Chor im Süden. Eingänge zur Kirche befinden sich an der Nordseite – dort ist an der Fassade eine Kopie des Gnadenbildes der Muttergottes angebracht – und an der Ostseite neben der Klause.
In den Glasfenstern sind Maria Immaculata und die Kirchenpatronin Maria Magdalena zu sehen.

## Ausstattung

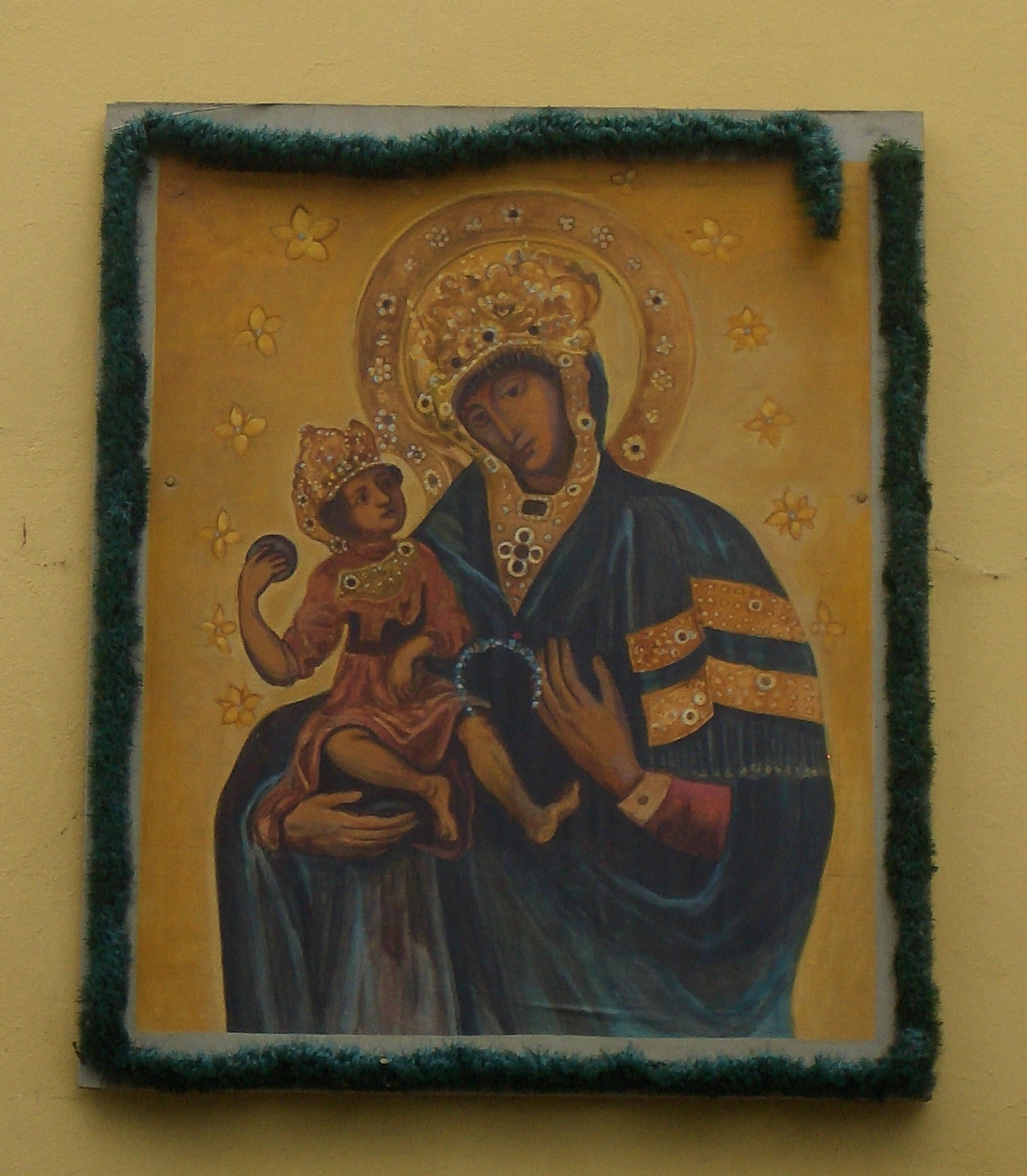
Kopie des Gnadenbildes

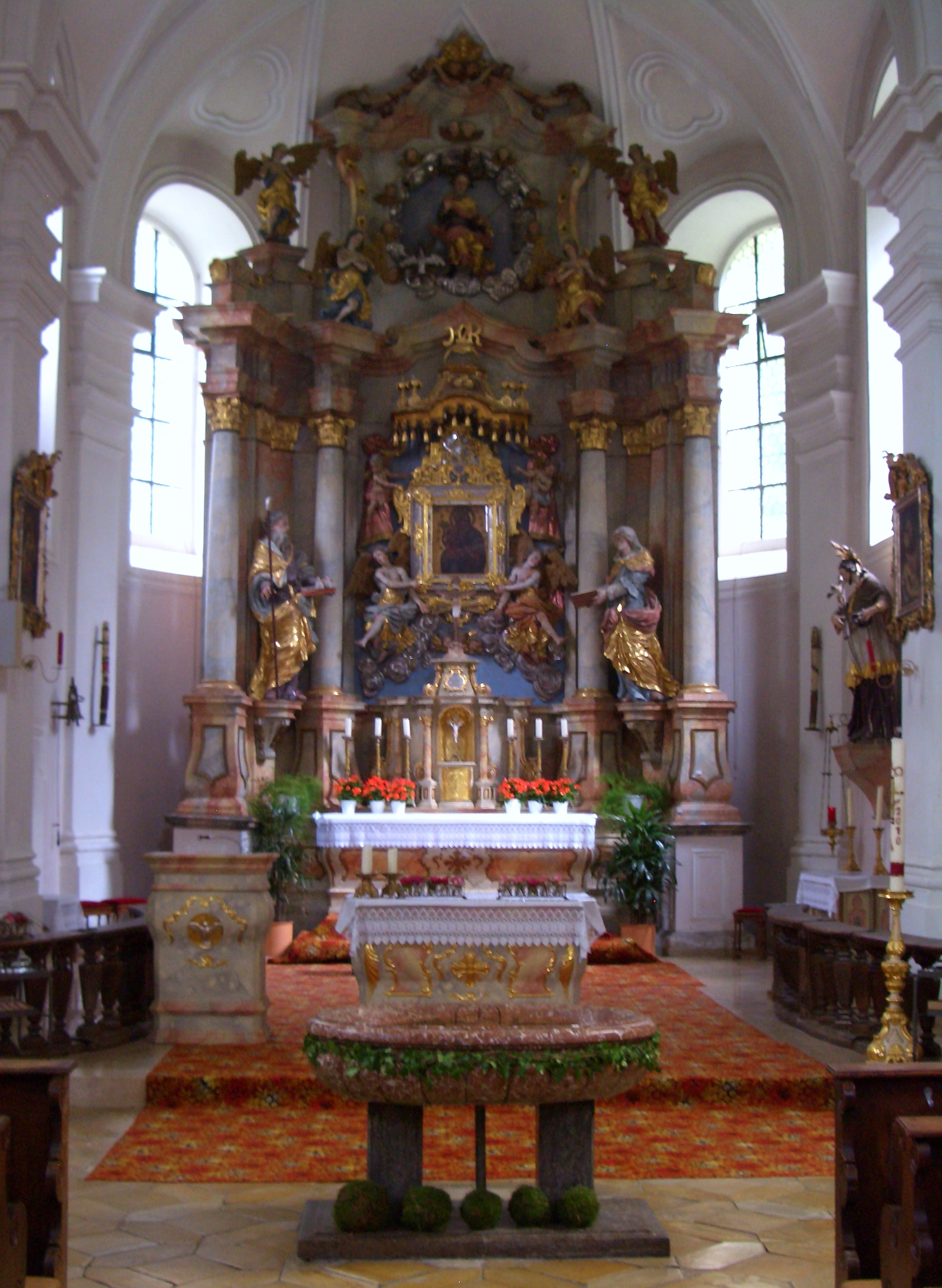
Hochaltar mit Gnadenbild, davor Brunnen

Die Ausstattung des Heilbrünnls steht mit ihrer Reichhaltigkeit in Kontrast zu dem schlichten Äußeren und entspricht der Bedeutung der Kirche als Wallfahrtsziel.
Das Gnadenbild, Ursprung der Wallfahrt zum Heilbrünnl, stammt aus dem 17. Jahrhundert. Es handelt sich um eine Nachbildung des Gnadenbilds der Alten Kapelle in Regensburg, beide gehen letztendlich zurück auf das Lukasbild Salus populi Romani in Santa Maria Maggiore in Rom. Maria hält das Jesuskind auf dem rechten Arm, beide tragen eine reich geschmückte Krone. Das Kind hält einen Apfel in seiner Rechten. Das Bild ist in einen prächtigen Rahmen gefasst und wird von zwei Engelsfiguren gehalten; vor einem geöffneten Vorhang schwebt links und rechts je ein Putto über den Engelsfiguren. Figuren der Eltern Mariens, Joachim und Anna stehen links und rechts zwischen jeweils zwei Säulen. Im Altarauszug ist ein rundes Gemälde von Gott dem Vater zu sehen; er sitzt auf der Weltkugel, ein Kranz von Wolken umgibt das Bild. Daneben ist die Taube als Symbol für den Heiligen Geist zu sehen. Vier weitere Engelsfiguren stehen dabei.

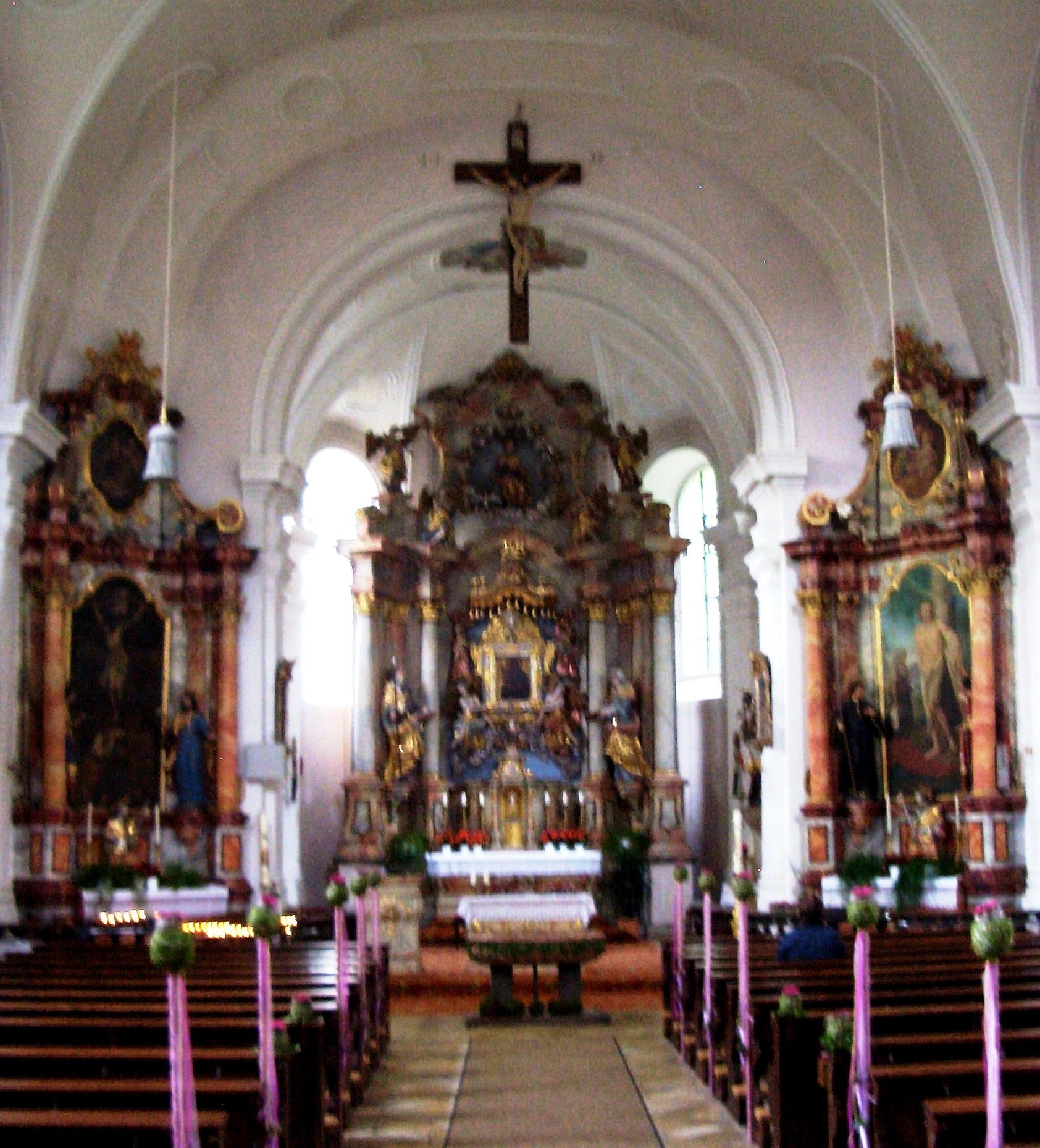
Hochaltar und Seitenaltäre, davor Brunnen

Die beiden Seitenaltäre sind in den Ecken von Chorbogen und Wänden des Langhauses angebracht. Das Altarblatt ist links eine Kreuzigungsszene mit Maria Magdalena zu Füßen des Heilands, gemalt 1671 von Franz Waldraft. Im Altarauszug ist der Evangelist Matthäus zu sehen, gemalt 1799 von Thomas Geisenhofer, der laut rückseitiger Inschrift den damaligen Pfarrer von Roding, Hochwürden Sartoris, zum Modell für das Bild wählte. Die Figuren am Altar stellen die Heiligen Josef, Florian und Petrus mit den Himmelsschlüsseln dar.
Am rechten Seitenaltar ist ein Bildnis des heiligen Sebastian, begleitet von der heiligen Irene Altarblatt, gemalt 1873 vom Rodinger Maler Karl. Früher hing hier ein von Waldraft gemaltes Pestbild, das an den Ausbruch der Seuche in Roding 1655 erinnern sollte; es wurde nach Prag verkauft. Im Altarauszug ein Gemälde Josef mit dem Jesuskind. Die Figuren an diesem Seitenaltar stellen den heiligen Wendelin und den heiligen Leonhard dar, im Altarauszug gehört zu den beiden die Mitra bzw. die Krone; der dritte ist der Apostel Paulus.
Das Brunnenbecken aus rotem Marmor mit weißen Einsprenkelungen ist oval und etwa einen Meter hoch. Dem Wasser des Heilbrünnl wird heilende Wirkung zugeschrieben; Pilger benetzen ihre Hände und Augen mit dem Wasser. Gespendet wird es vom Brunnen an zentraler Stelle vor dem Altarraum der Kirche.
Die Kanzel im Rokokostil ist durch einen nicht sichtbaren Gang aus der Sakristei erreichbar. Die Reliefs auf der Kanzelwand zeigen die Kirchenväter Gregor den Großen und Ambrosius, den Apostel und Fischer Petrus und die Kirchenväter Augustinus und Hieronymus. Die Figur die auf dem Kanzeldach steht, stellt den Apostel Paulus dar.
Große Figuren von Joachim und Anna im Langhaus stammen aus dem Kloster Reichenbach am Regen. Eine Holzfigur im Chorraum stellt den heiligen Johannes Nepomuk dar. Gegenüber der Kanzel ist eine figürliche Kreuzigungsgruppe angebracht, die ursprünglich zum Inventar der Rodinger Pfarrkirche gehörte; unter dem Kreuz Maria und Johannes.

## Sakrale Bauten im Umfeld
Südöstlich neben der Kirche Steht ein Kruzifix von 1876, ausgeführt als Vertreter des Viernageltypus; die Totenbretter unter dem Kruzifix erinnern an verstorbene Rodinger, unter ihnen der frühere Mesner der Stadtpfarrkirche, Johann Weiß. Vom Regental führt ein Kreuzweg zur Wallfahrtskirche hinauf; achteckige Sandsteinsäulen mit aufgesetzten Steinquadern tragen die Bronzetafeln der einzelnen Stationen. Der Kreuzweg wurde Ende des 18. Jahrhunderts errichtet und geht auf eine Stiftung der Bauersleute Heimerl von Braunried zurück; die Bronzetafeln sind jünger, sie stammen aus der 2. Hälfte des 19. Jahrhunderts. Auf etwa drei Vierteln des Weges nach oben steht, wenige Meter abseits vom Kreuzweg, eine in der zweiten Hälfte des 19. Jahrhunderts aus Tuffstein errichtete Grotte mit dem Bildnis Mariens, davor eine steinerne Sitzbank.

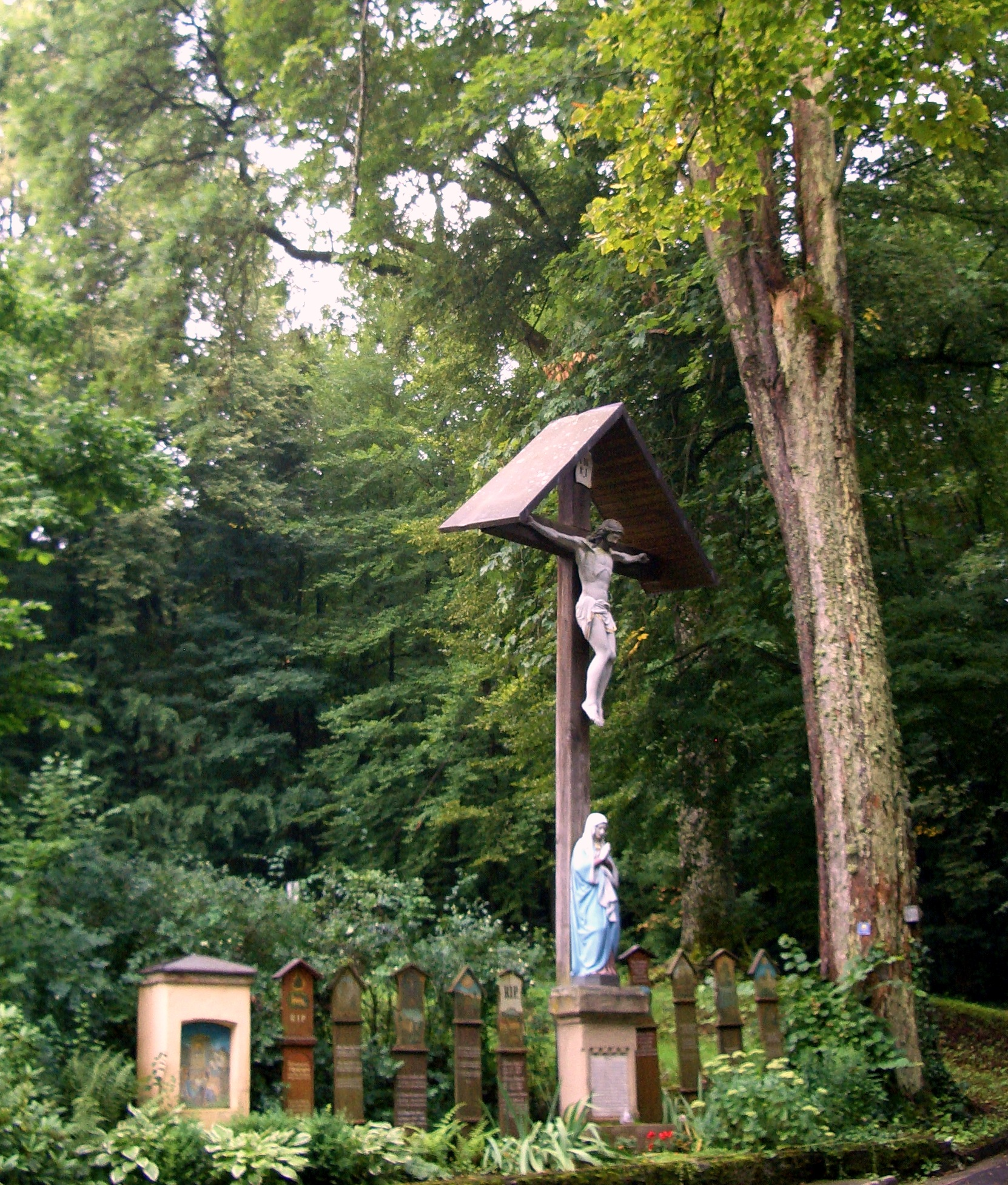
Kruzifix mit Totenbrettern
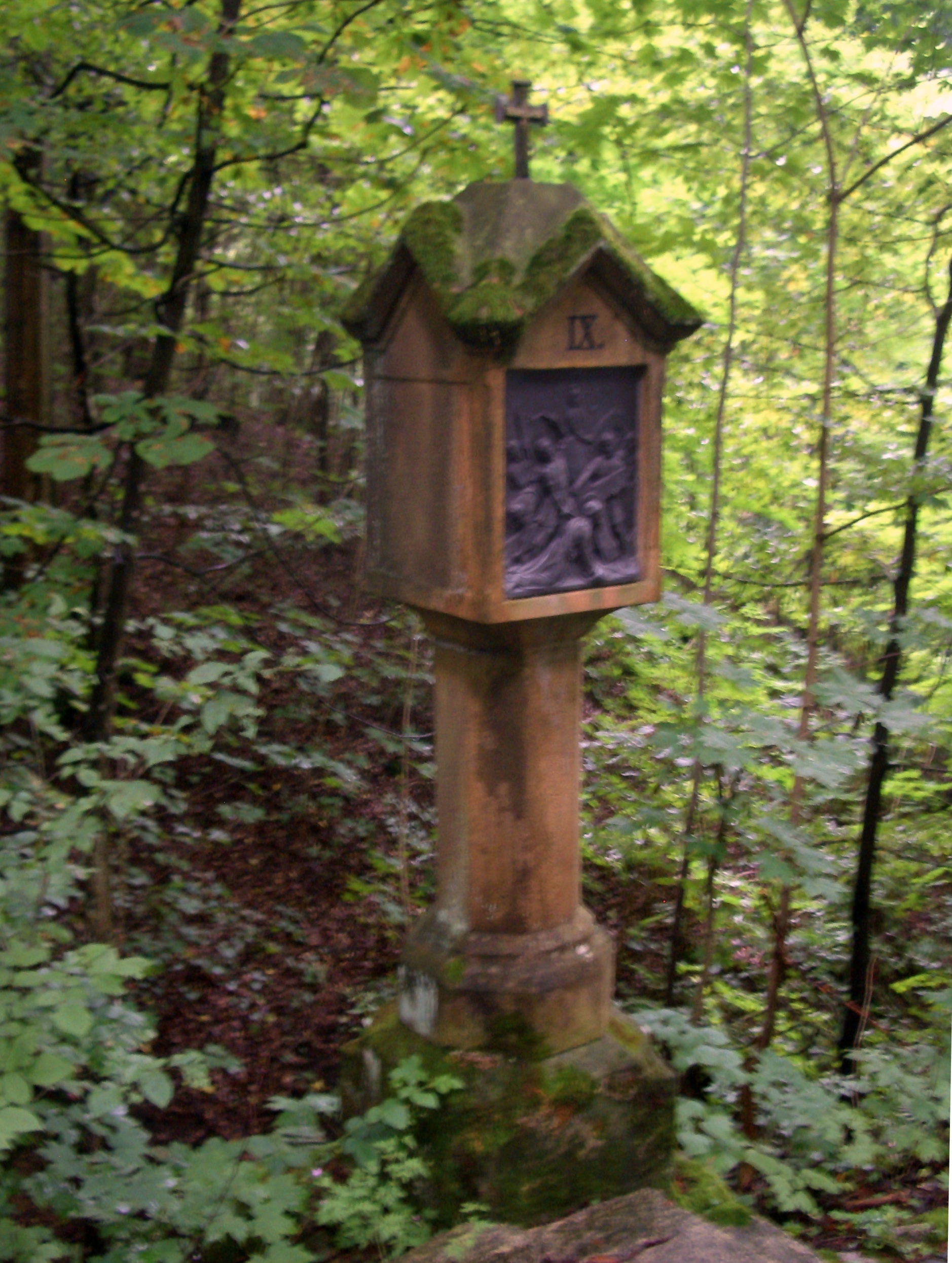
Eine Kreuzwegstation
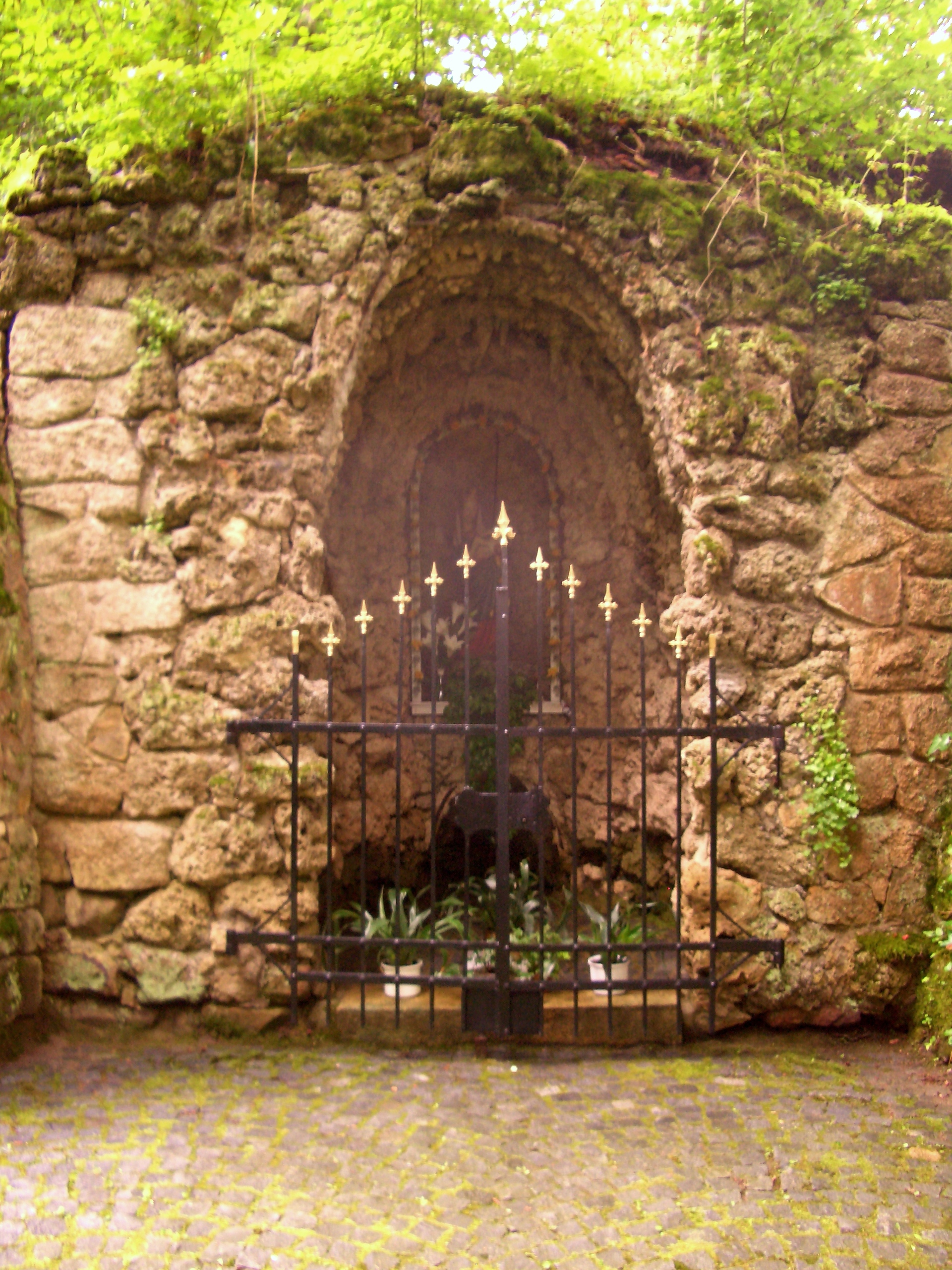
Mariengrotte